# Anabas
Anabas is een geslacht van straalvinnige vissen uit de familie van de klimbaarzen (Anabantidae).

## Soorten
- Anabas cobojius (Hamilton, 1822)
- Anabas testudineus (Bloch, 1792) – Klimbaars